# Allé
En allé är en enkelsidig, dubbelsidig eller fler-dubbelsidig trädrad, som ofta finns i anslutning till en väg, vattendrag eller gräns. Ordet kommer från franskans aller - att gå.

## Historia
Denna form av landskapselement är en struktur och idé från Frankrike under barockens storhetstid på 1600-talet. Det är från början tänkt att dessa linjeräta rader av träd skall binda samman de olika beståndsdelar trädgårdarna och parkerna hade vid tiden i Frankrike. De skulle ge ett pampigt och överväldigande intryck med dess helhet. I Sverige och framför allt i Skåne kom detta att bli ett allt vanligare fenomen från 1700-talet och framåt, då den svenska adeln importerat denna idé. Alléer anlades först och främst i anslutning till huvudgårdar och därefter till andra viktiga målpunkter i och kring ägorna. Senare under 1700-talet kommer också de svenska städernas infarter markeras med dessa trädrader och under 1800-talets sista del i samband med skiftena kommer även större bondgårdar och prästgårdar att få alléer längs sina infarter. Under första hälften av 1800-talet anläggs en helt ny typ av allé som kantar landsvägar. Dessa fanns främst i odlingsbygden som vid tiden var en mycket öppen landskapstyp i Skåne. Under det kommande seklet kommer det skånska landskapet utmärkas av dessa starka linjeelement.
Inom det svenska jordbruket planterades alléer för att ge skydd och skugga åt den som färdades på vägen (samt för att minska jorderosionen, jämför pilevall). Numera är en allé främst ett vackert inslag i landskaps- eller stadsbilden, men längs starkt trafikerade vägar kan den utgöra en trafikfara i och med kollisionsrisken vid en avåkning.
I det skånska odlingslandskapet var alléernas primära syfte att binda de flyktiga jordarna som främst var ett fenomen på Söderslätt i de södra delarna av Skåne. Till detta ändamål var pilen ett vanligt trädslag. Denna typ av allé i landskapet som inte planterats för "skönhet" eller "upplevelse" utan för en faktisk funktion benämns som nyttoallé och förekommer från 1700-talet och framåt.

## Definitioner
- Enligt Förordning 1998:1252[3] om områdesskydd enligt Miljöbalken m.m. som bland annat omfattar biotopskyddsbestämmelserna definieras alléer som "Lövträd planterade i en enkel eller dubbel rad som består av minst fem träd längs en väg eller det som tidigare utgjort väg eller i ett i övrigt öppet landskap. Träden skall till övervägande delen utgöras av vuxna träd".
- Enligt Jordbruksverket[4] definieras en allé som "anläggning av minst 7 träd ursprungligen planterade längs en väg. Anläggningen kan vara enkel eller dubbelsidig. Renar inkluderas. I landskapselementet Allé får inte landskapselementet Hamlat träd räknas separat för erhållande av ersättning."
- Enligt Vägverket[5], är alléer längs statlig väg är att betrakta som väganordning som ligger under statens förvaltning. Vidare består alléer som omfattas av EU-stödet för bevarande av värdefulla natur- och kulturmiljöer av minst 7 träd. Allén ska ha funnits på plats sedan 1940. Ersättningsträd för döda eller stormfällda träd ska ha planterats senast 31 december året efter trädet utgått.

## Bildgalleri

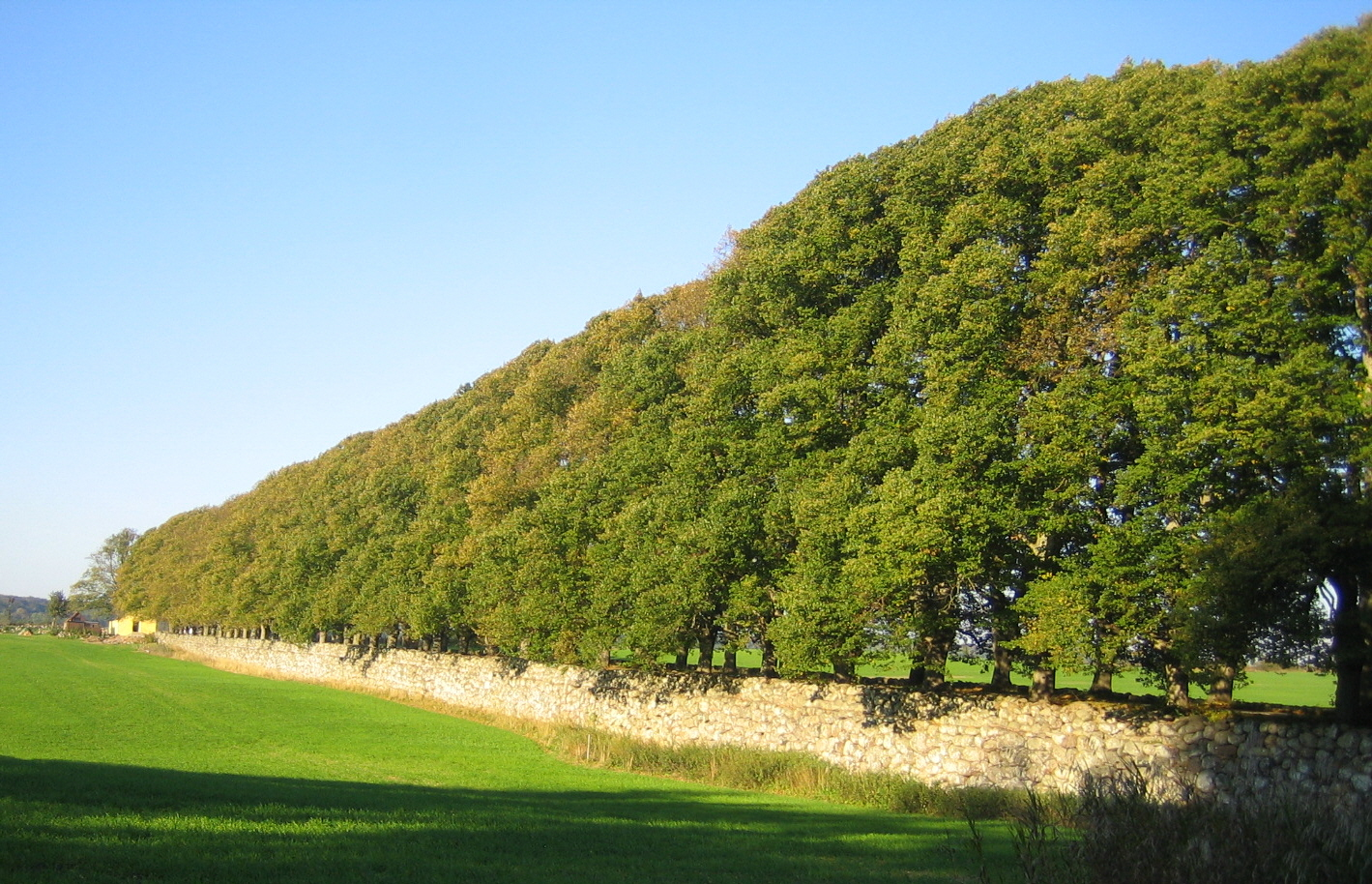
Allé vid Övedskloster, 2005.
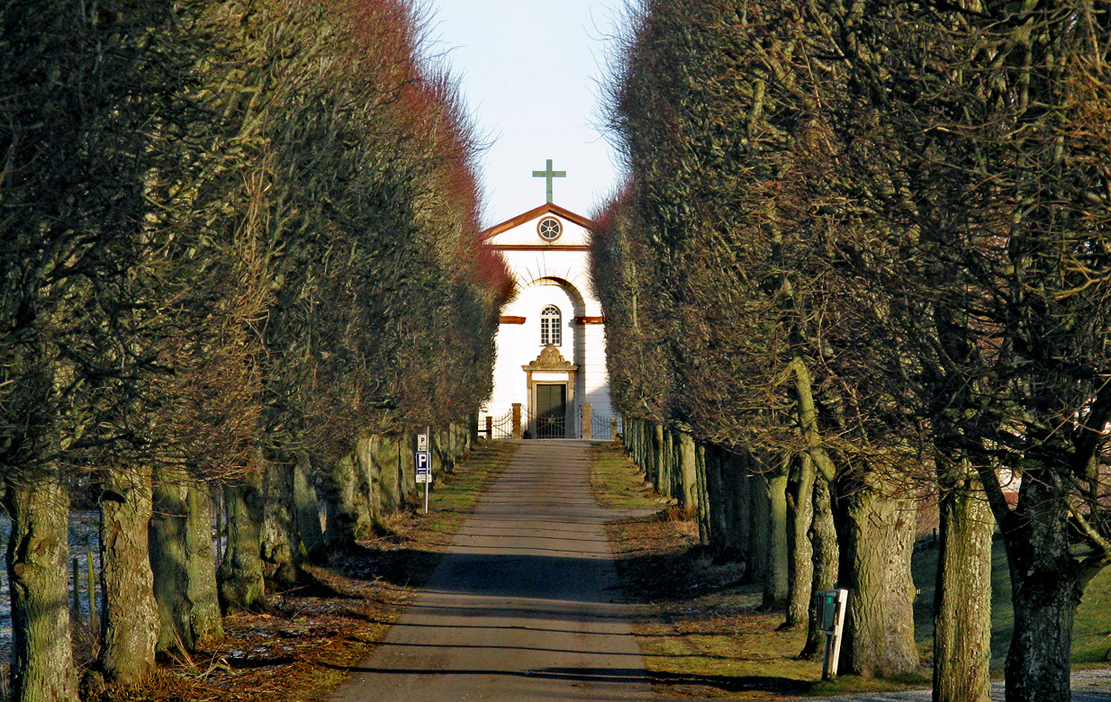
Allé till Öveds kyrka 2011.
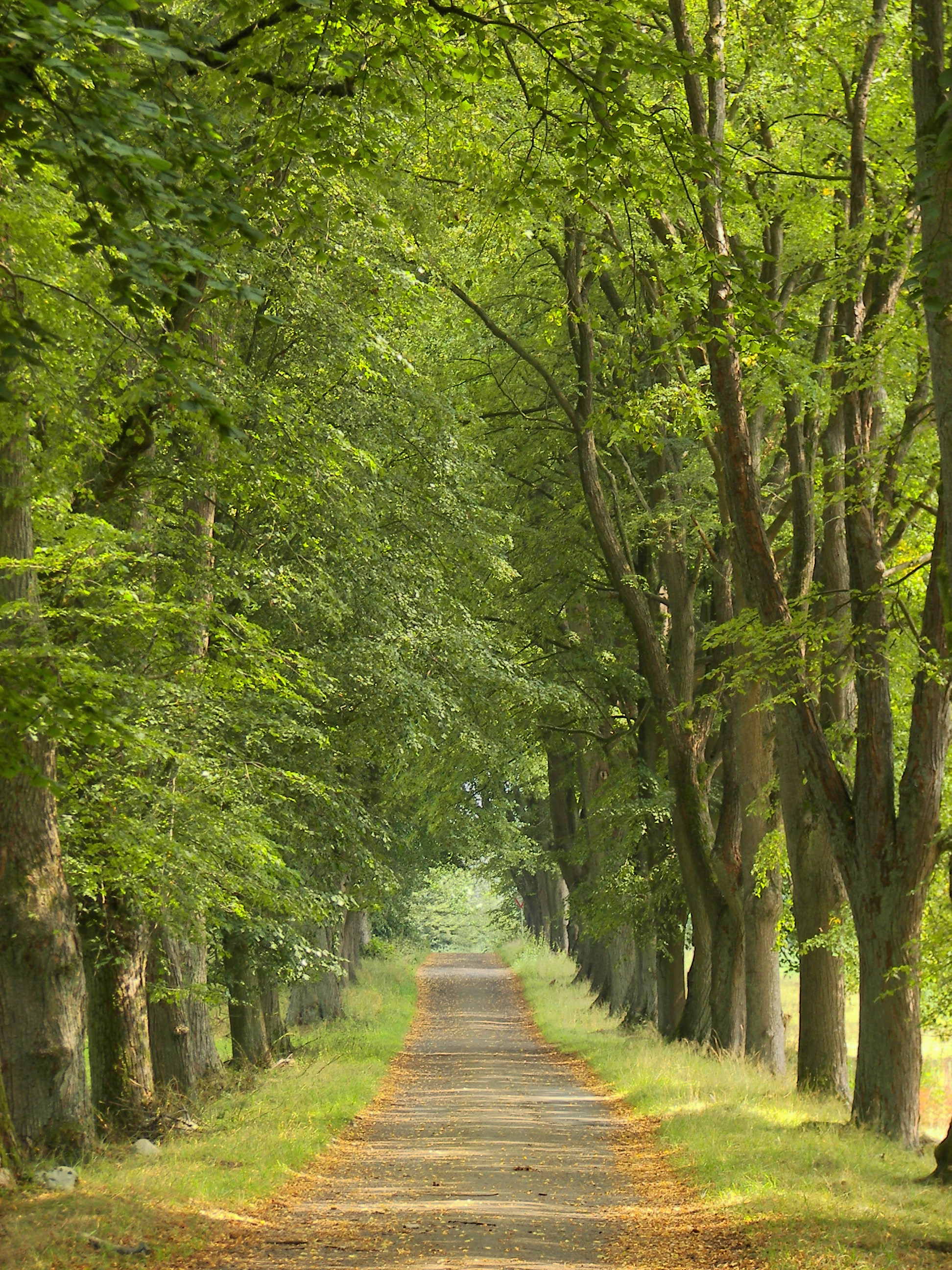
Lindallé i Lüneburgheden.
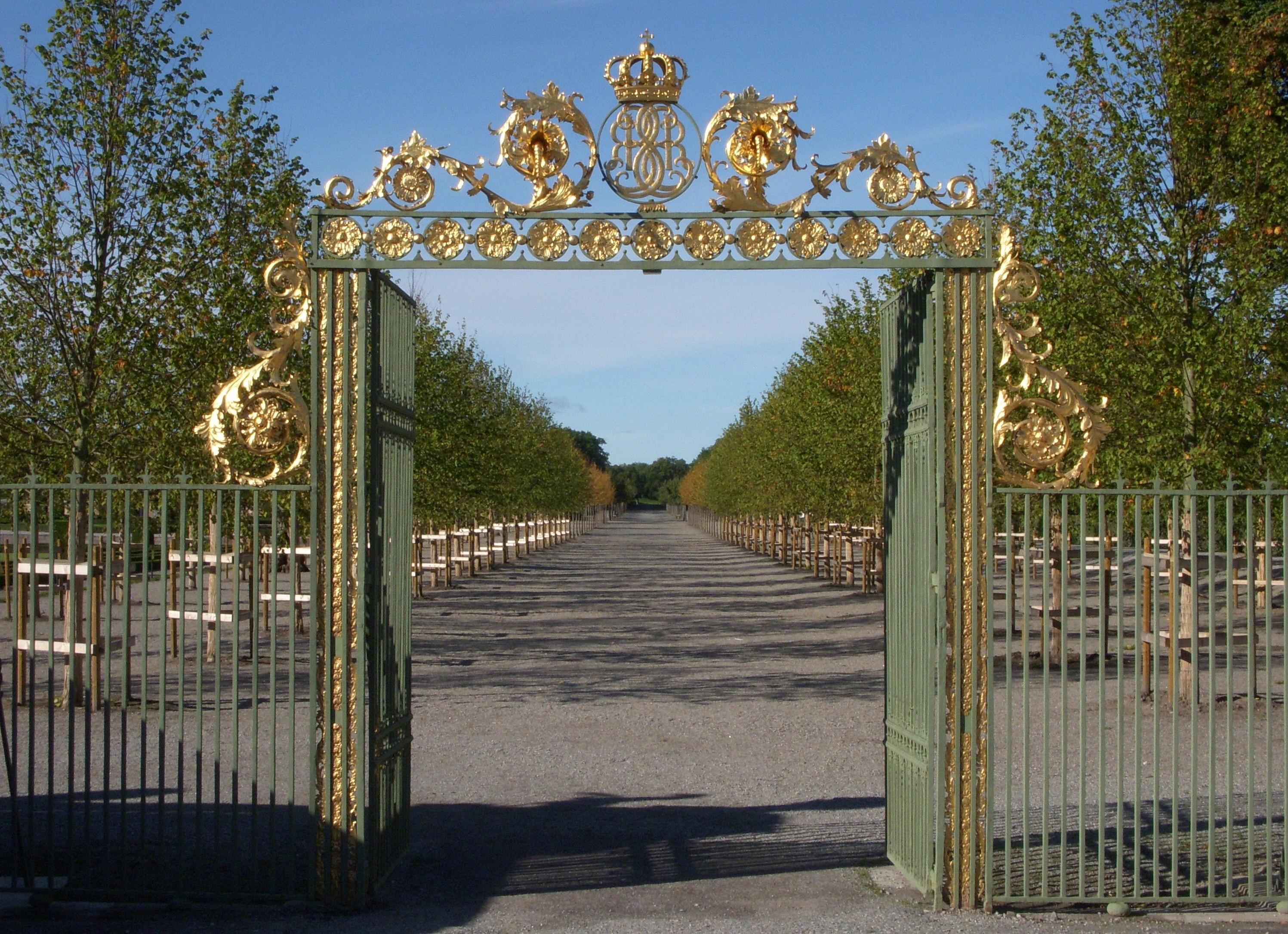
Nyplanterad lindallé i Drottningholms slottspark.
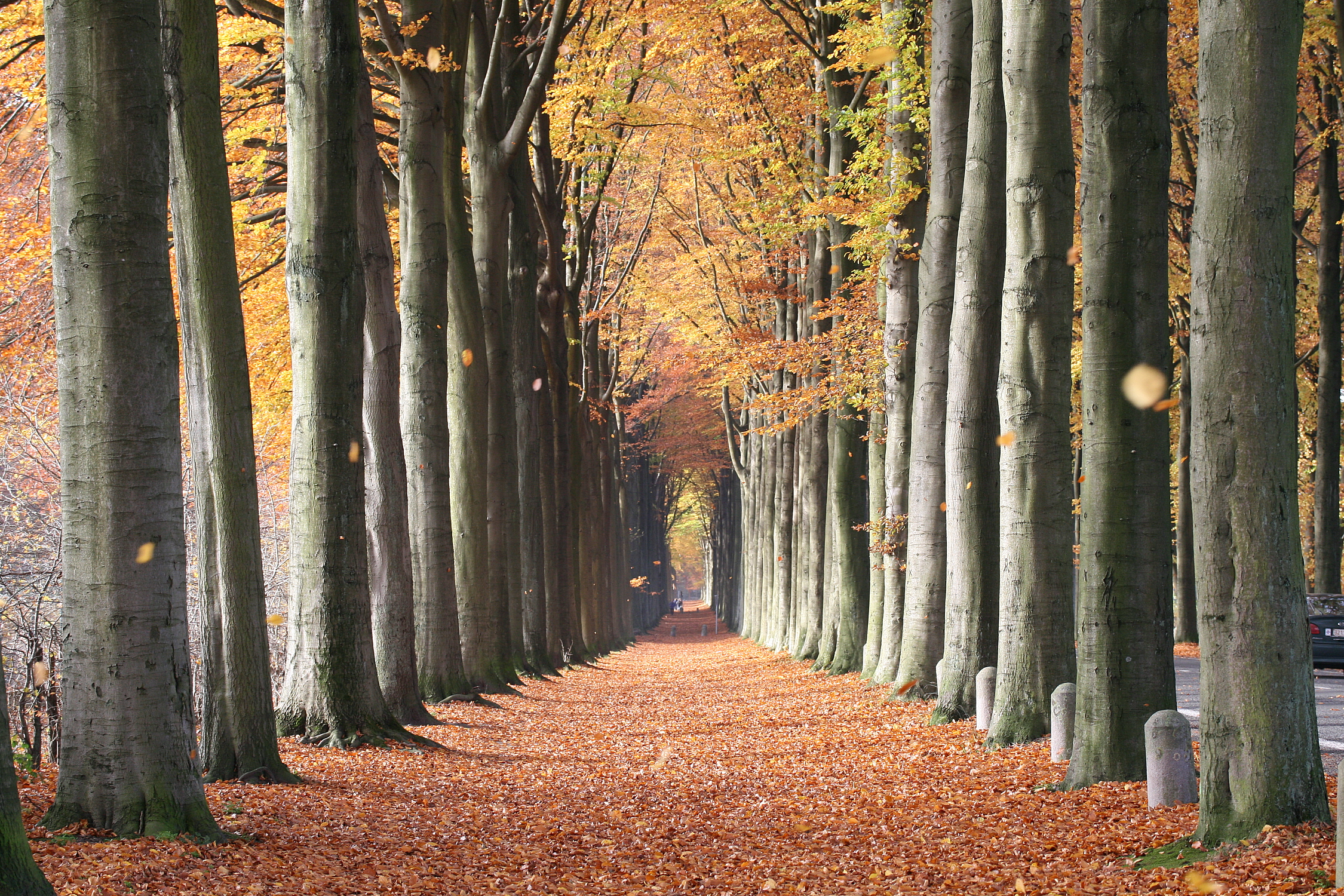
En allé i höstskrud.

## Exempel på alléer
- Allee der Kosmonauten, Berlin
- Gamla Allén, Göteborg
- Karl-Marx-Allee, Berlin